# همه شب
«همه شب» عنوان یکی از مشهورترین سروده‌های نیما یوشیج است. 

همه شب زن هرجایی

به سراغم می‌آمد

به سراغ من خسته چو می‌آمد او

بود بر سر پنجره‌ام

یاسمین کبود فقط

همچنان او که می‌آید به سراغم، پیچان

در یکی از شب‌ها

یک شب وحشت‌زا

که در آن هر تلخی

بود پابرجا،

و آن زن هرجایی

کرده بود از من دیدار؛

گیسوان درازش-همچو خزه که بر آب-

دور زد به سرم

فکنید مرا

به زبونی و در تک‌وتاب.

هم از آن شبم آمد هرچه به چشم

همچنان سخنانم از او

همچنان شمع که می‌سوزد با من به وثاقم، پیچان.

## زمینه
نیما یوشیج (۱۲۷۶–۱۳۳۸) شاعر معاصر ایرانی و بنیان‌گذار شعر نوی فارسی است. او با شعر «افسانه» (۱۳۰۱) نوعی جهان‌بینی نو را به ادبیات فارسی و حتی فرهنگ ایرانی وارد ساخت که تا پیش از آن سابقه نداشت. با این حال، عملاً با شعر «ققنوس» (۱۳۱۶)، شعر نوی فارسی متولد شد، زیرا اولین بار در این شعر، مدلولی جدید با دالی جدید پیوند خورد و پدیده‌ای نو شکل گرفت. نیما نخستین آثار خود را در اواخر دوران مشروطه و سال‌های آغازین حکومت رضاشاه سرود یا منتشر کرد. از سال ۱۳۰۶ تا ۱۳۱۵ هیچ شعری از او منتشر نشد تا اینکه در سال ۱۳۱۶ سرایش و چاپ آثارش را از سر گرفت و شعر مهم «ققنوس» را خلق کرد. از ۱۳۱۶ تا ۱۳۲۷، نیما انواع قالب‌های شعری را آزمود. او در دورهٔ پایانی عمرش، یعنی از ۱۳۲۸ تا ۱۳۳۷، عمدتاً به سرایش و چاپ اشعار آزاد یا نیمایی پرداخت. سرایش «همه شب» نیز به همین دوره تعلق دارد.
امید طبیب‌زاده معتقد است نیما در دوران پایانی حیات ادبی‌اش، بیش از هر زمان دیگری، راه و روش بیان واقعی خود را می‌یابد و به شعر ناب نزدیک‌تر می‌شود. او شعرهای «ری‌را» و «همه‌شب» را از نمونه‌های برجستهٔ شعر نیما در بخشِ پایانی زندگی هنری‌اش می‌داند.
همچنین «شب» مضمون اصلی بسیاری از شعرهای نیما یوشیج است و عنوان یا آغاز برخی از شعرهای او با «شب» شکل می‌گیرد که از آن جمله می‌توان به مواردی مثل «هست شب»، «شب است»، «هنوز از شب»، «در شب سرد زمستانی»، «بر فراز شب»، «شب قرق» و «در نخستین ساعت شب» اشاره کرد. شعرهای دیگری نیز هستند که بدون عنوان «شب»، مضمون شب و تیرگی را نشان می‌دهند یا موضوع و رویداد آنها در شب است، مثل «تو را من چشم در راهم شباهنگام»، «تا صبح‌دمان در این شب گرم»، «آنکه می‌گرید با گردش شب» و همچنین شعرهای «مرغ آمین»، «مهتاب»، «کار شب پا» و «پادشاه فتح».